# Interlands Tunesisch voetbalelftal 2010-2019
Deze pagina toont een chronologisch en gedetailleerd overzicht van de interlands die het Tunesisch voetbalelftal speelt en heeft gespeeld in de periode 2010 – 2019. Het Noord-Afrikaanse land kwalificeerde zich voor alle vijf Afrikaans kampioenschappen voetbal die tot op heden in dit decennium plaatsvonden; het beste resultaat was de kwartfinale. In dit decennium wist Tunesië zich nog niet te plaatsen voor het wereldkampioenschap.

## Interlands

### 2010
|                                                                |                    |       |                                 |                                            |
| 9 januari Vriendschappelijk № 545 «onderlinge duels» 14:00 uur | Tunesië            | 1 – 2 | Gambia                          | Stade El Menzah, Tunis Toeschouwers: 2.000 |
| 9 januari Vriendschappelijk № 545 «onderlinge duels» 14:00 uur | Amine Chermiti 90' |       | 57' Ryn Ninge 85' Sainey Nyassi | Stade El Menzah, Tunis Toeschouwers: 2.000 |

| Afrikaans kampioenschap voetbal 2010 |
| ------------------------------------ |

|                                                                               |                   |       |                       |                                                                                           |
| 13 januari Afrikaans kampioenschap Groep D № 546 «onderlinge duels» 19:30 uur | Zambia            | 1 – 1 | Tunesië               | Estádio Alto da Chela, Lubango Toeschouwers: 17.000 Scheidsrechter: Koman Coulibaly (MLI) |
| 13 januari Afrikaans kampioenschap Groep D № 546 «onderlinge duels» 19:30 uur | Jacob Mulenga 19' |       | 40' Zouheir Dhaouadhi | Estádio Alto da Chela, Lubango Toeschouwers: 17.000 Scheidsrechter: Koman Coulibaly (MLI) |

|                                                                               |       |       |         |                                                                                        |
| 17 januari Afrikaans kampioenschap Groep D № 547 «onderlinge duels» 17:00 uur | Gabon | 0 – 0 | Tunesië | Estádio Alto da Chela, Lubango Toeschouwers: 16.000 Scheidsrechter: Coffi Codjia (BEN) |
| 17 januari Afrikaans kampioenschap Groep D № 547 «onderlinge duels» 17:00 uur |       |       |         | Estádio Alto da Chela, Lubango Toeschouwers: 16.000 Scheidsrechter: Coffi Codjia (BEN) |

|                                                                               |                                     |       |                                               |                                                                                           |
| 21 januari Afrikaans kampioenschap Groep D № 548 «onderlinge duels» 17:00 uur | Kameroen                            | 2 – 2 | Tunesië                                       | Estádio Alto da Chela, Lubango Toeschouwers: 19.000 Scheidsrechter: Noumandiez Doué (CIV) |
| 21 januari Afrikaans kampioenschap Groep D № 548 «onderlinge duels» 17:00 uur | Samuel Eto'o 47' Landry N'Guémo 64' |       | 1' Amine Chermiti 63' (e.d.) Aurélien Chedjou | Estádio Alto da Chela, Lubango Toeschouwers: 19.000 Scheidsrechter: Noumandiez Doué (CIV) |

|  |  |  |  |  |  |  |  |  |

|                                                             |                |       |                    |                                                                                   |
| 30 mei Vriendschappelijk № 549 «onderlinge duels» 21:00 uur | Tunesië        | 1 – 1 | Frankrijk          | Stade du 7 novembre, Radès Toeschouwers: 55.000 Scheidsrechter: Adel Erraiî (LBY) |
| 30 mei Vriendschappelijk № 549 «onderlinge duels» 21:00 uur | Issam Jemâa 6' |       | 62' William Gallas | Stade du 7 novembre, Radès Toeschouwers: 55.000 Scheidsrechter: Adel Erraiî (LBY) |

|                                                              |                                        |       | |                           |
| 20 juni Vriendschappelijk № 550 «onderlinge duels» 18:15 uur | Soedan                                 | 2 – 6 | Tunesië | Khartoemstadion, Khartoem |
| 20 juni Vriendschappelijk № 550 «onderlinge duels» 18:15 uur | Mudathir El Tahir 70' Tarek Othman 83' |       | 10' Wissem Ben Yahia 37' Sami Allagui 46' (pen.) Karim Haggui 55' Issam Jemâa 57' Issam Jemâa 70' Ahmed Akaïchi | Khartoemstadion, Khartoem |

|                                                                        |         |                          |          |                                                                                |
| 1 juli Kwalificatie AK 2012 Groep K № 551 «onderlinge duels» 19:15 uur | Tunesië | 0 – 1                    | Botswana | Stade El Menzah, Tunis Toeschouwers: 8.000 Scheidsrechter: Badara Diatta (SEN) |
| 1 juli Kwalificatie AK 2012 Groep K № 551 «onderlinge duels» 19:15 uur |         | 31' Jerome Ramatlhakwane |          | Stade El Menzah, Tunis Toeschouwers: 8.000 Scheidsrechter: Badara Diatta (SEN) |

|                                                                             |                |       |                          |                                                                                   |
| 11 augustus Kwalificatie AK 2012 Groep K № 552 «onderlinge duels» 16:00 uur | Malawi         | 1 – 1 | Botswana                 | Kamuzustadion, Blantyre Toeschouwers: 15.000 Scheidsrechter: Hélder Martins (ANG) |
| 11 augustus Kwalificatie AK 2012 Groep K № 552 «onderlinge duels» 16:00 uur | Davi Banda 74' |       | 63' Jerome Ramatlhakwane | Kamuzustadion, Blantyre Toeschouwers: 15.000 Scheidsrechter: Hélder Martins (ANG) |

|                                                                             |                                 |       |                                                |                                                                                    |
| 4 september Kwalificatie AK 2012 Groep K № 553 «onderlinge duels» 21:30 uur | Tunesië                         | 2 – 2 | Malawi                                         | Olympisch Stadion, Radès Toeschouwers: 14.000 Scheidsrechter: Joseph Lamptey (GHA) |
| 4 september Kwalificatie AK 2012 Groep K № 553 «onderlinge duels» 21:30 uur | Issam Jemâa 11' Issam Jemâa 27' |       | 45' Chiukepo Msowoya 82' (pen.) Essau Kanyenda | Olympisch Stadion, Radès Toeschouwers: 14.000 Scheidsrechter: Joseph Lamptey (GHA) |

|                                                                            |                |       |                                    |                                                                                     |
| 10 oktober Kwalificatie AK 2012 Groep K № 554 «onderlinge duels» 15:30 uur | Togo           | 1 – 2 | Tunesië                            | Stade de Kégué, Lomé Toeschouwers: 27.000 Scheidsrechter: Khalid Abdel Rahman (SUD) |
| 10 oktober Kwalificatie AK 2012 Groep K № 554 «onderlinge duels» 15:30 uur | Sapol Mani 40' |       | 38' Issam Jemâa 83' Amine Chermiti | Stade de Kégué, Lomé Toeschouwers: 27.000 Scheidsrechter: Khalid Abdel Rahman (SUD) |

|                                                                             |                          |       |         | |
| 17 november Kwalificatie AK 2012 Groep K № 555 «onderlinge duels» 16:00 uur | Botswana                 | 1 – 0 | Tunesië | Stadion van de Universiteit van Botswana, Gaborone Toeschouwers: 8.000 Scheidsrechter: Wellington Kaoma (ZAM) |
| 17 november Kwalificatie AK 2012 Groep K № 555 «onderlinge duels» 16:00 uur | Jerome Ramatlhakwane 45' |       |         | Stadion van de Universiteit van Botswana, Gaborone Toeschouwers: 8.000 Scheidsrechter: Wellington Kaoma (ZAM) |

### 2011
|                                                               |                                            |       |                  |                        |
| 29 maart Vriendschappelijk № 556 «onderlinge duels» 19:00 uur | Oman                                       | 2 – 1 | Tunesië          | Al-Seebstadion, Muscat |
| 29 maart Vriendschappelijk № 556 «onderlinge duels» 19:00 uur | Ahmed Kano 9' (pen.) Ahmed Kano 85' (pen.) |       | 63' Sami Allagui | Al-Seebstadion, Muscat |

|                                                             |                                                                             |       |                               |                                   |
| 29 mei Vriendschappelijk № 557 «onderlinge duels» 17:00 uur | Tunesië                                                                     | 3 – 0 | Centraal-Afrikaanse Republiek | Stade Olympique de Sousse, Sousse |
| 29 mei Vriendschappelijk № 557 «onderlinge duels» 17:00 uur | Oussama Darragi 32' (pen.) Lamjed Chehoudi 45+2' Oussama Darragi 50' (pen.) |       |                               | Stade Olympique de Sousse, Sousse |

|                                                             |                                                                                         |       |        |                                                                            |
| 5 juni Vriendschappelijk № 558 «onderlinge duels» 18:00 uur | Tunesië                                                                                 | 5 – 0 | Tsjaad | Stade Olympique de Sousse, Sousse Scheidsrechter: Abdellah El Achiri (MAR) |
| 5 juni Vriendschappelijk № 558 «onderlinge duels» 18:00 uur | Issam Jemâa 22' Aymen Abdennour 35' Issam Jemâa 44' Oussama Darragi 47' Issam Jemâa 53' |       |        | Stade Olympique de Sousse, Sousse Scheidsrechter: Abdellah El Achiri (MAR) |

|                                                                  |                                                                          |       |                                     |                                                                           |
| 10 augustus Vriendschappelijk № 559 «onderlinge duels» 21:00 uur | Tunesië                                                                  | 4 – 2 | Mali                                | Mustapha Ben Jannetstadion, Monastir Scheidsrechter: Yakhouba Keita (GUI) |
| 10 augustus Vriendschappelijk № 559 «onderlinge duels» 21:00 uur | Sami Allagui 19' Ammar Jemal 28' (pen.) Sami Allagui 52' Issam Jemâa 83' |       | 45' Modibo Maïga 56' Cheick Diabaté | Mustapha Ben Jannetstadion, Monastir Scheidsrechter: Yakhouba Keita (GUI) |

|                                                                  |                                                     |       |                                                                   |                               |
| 22 augustus Vriendschappelijk № 560 «onderlinge duels» 20:30 uur | Jordanië                                            | 3 – 3 | Tunesië                                                           | Koning Abdullahstadion, Amman |
| 22 augustus Vriendschappelijk № 560 «onderlinge duels» 20:30 uur | Abdallah Deeb 20' Ahmad Hayel 41' Abdallah Deeb 52' |       | 30' (pen.) Ammar Jemal 32' Lamjed Chehoudi 79' (pen.) Ammar Jemal | Koning Abdullahstadion, Amman |

|                                                                             |        |       |         |                                                                                 |
| 3 september Kwalificatie AK 2012 Groep K № 561 «onderlinge duels» 14:30 uur | Malawi | 0 – 0 | Tunesië | Kamuzustadion, Blantyre Toeschouwers: 40.000 Scheidsrechter: Eddy Maillet (SEY) |
| 3 september Kwalificatie AK 2012 Groep K № 561 «onderlinge duels» 14:30 uur |        |       |         | Kamuzustadion, Blantyre Toeschouwers: 40.000 Scheidsrechter: Eddy Maillet (SEY) |

|                                                                           |                                    |       |      |                          |
| 8 oktober Kwalificatie AK 2012 Groep K № 562 «onderlinge duels» 16:00 uur | Tunesië                            | 2 – 0 | Togo | Olympisch Stadion, Radès |
| 8 oktober Kwalificatie AK 2012 Groep K № 562 «onderlinge duels» 16:00 uur | Walid Hichri 19' Saber Khalifa 79' |       |      | Olympisch Stadion, Radès |

|                                                                  |                    |       |         |                                                                                            |
| 12 november Vriendschappelijk № 563 «onderlinge duels» 17:00 uur | Algerije           | 1 – 0 | Tunesië | Stade Mustapha Tchaker, Blida Toeschouwers: 25.000 Scheidsrechter: Abdallah Laachiri (MAR) |
| 12 november Vriendschappelijk № 563 «onderlinge duels» 17:00 uur | Ryad Boudebouz 42' |       |         | Stade Mustapha Tchaker, Blida Toeschouwers: 25.000 Scheidsrechter: Abdallah Laachiri (MAR) |

### 2012
|                                                                |                                                           |       |        |                            |
| 9 januari Vriendschappelijk № 564 «onderlinge duels» 19:00 uur | Tunesië                                                   | 3 – 0 | Soedan | Sheikh Zayedstadion, Dubai |
| 9 januari Vriendschappelijk № 564 «onderlinge duels» 19:00 uur | Saber Khalifa 12' Zouheïr Dhaouadi 61' Amine Chermiti 81' |       |        | Sheikh Zayedstadion, Dubai |

|                                                                 |         |                                            |           |                                                                   |
| 13 januari Vriendschappelijk № 565 «onderlinge duels» 18:00 uur | Tunesië | 0 – 2                                      | Ivoorkust | Sheikh Zayedstadion, Dubai Scheidsrechter: Ammar Al-Jeneibi (VAE) |
| 13 januari Vriendschappelijk № 565 «onderlinge duels» 18:00 uur |         | 43' Salomon Kalou 47' (pen.) Didier Drogba |           | Sheikh Zayedstadion, Dubai Scheidsrechter: Ammar Al-Jeneibi (VAE) |

| Afrikaans kampioenschap voetbal 2012 |
| ------------------------------------ |

|                                                                               |                     |       |                                     |                                                                                        |
| 23 januari Afrikaans kampioenschap Groep C № 566 «onderlinge duels» 20:00 uur | Marokko             | 1 – 2 | Tunesië                             | Stade d'Angondjé, Libreville Toeschouwers: 18.000 Scheidsrechter: Daniel Bennett (RSA) |
| 23 januari Afrikaans kampioenschap Groep C № 566 «onderlinge duels» 20:00 uur | Houssine Kharja 86' |       | 36' Khaled Korbi 76' Youssef Mskani | Stade d'Angondjé, Libreville Toeschouwers: 18.000 Scheidsrechter: Daniel Bennett (RSA) |

|                                                                               |                    |       |                                   |                                                                                       |
| 23 januari Afrikaans kampioenschap Groep C № 567 «onderlinge duels» 17:00 uur | Niger              | 1 – 2 | Tunesië                           | Stade d'Angondjé, Libreville Toeschouwers: 18.000 Scheidsrechter: Janny Sikazwe (ZAM) |
| 23 januari Afrikaans kampioenschap Groep C № 567 «onderlinge duels» 17:00 uur | William Ngounou 8' |       | 3' Youssef Msakni 90' Issam Jemâa | Stade d'Angondjé, Libreville Toeschouwers: 18.000 Scheidsrechter: Janny Sikazwe (ZAM) |

|                                                                               |                               |       |         |                                                                                              |
| 31 januari Afrikaans kampioenschap Groep C № 568 «onderlinge duels» 19:00 uur | Gabon                         | 1 – 0 | Tunesië | Stade de Franceville, Franceville Toeschouwers: 22.000 Scheidsrechter: Noumandiez Doué (CIV) |
| 31 januari Afrikaans kampioenschap Groep C № 568 «onderlinge duels» 19:00 uur | Pierre-Emerick Aubameyang 62' |       |         | Stade de Franceville, Franceville Toeschouwers: 22.000 Scheidsrechter: Noumandiez Doué (CIV) |

|                                                                                   |                                 |              |                   |                                                                                         |
| 5 februari Afrikaans kampioenschap Kwartfinale № 569 «onderlinge duels» 19:00 uur | Ghana                           | 2 – 1 (n.v.) | Tunesië           | Stade de Franceville, Franceville Toeschouwers: 8.000 Scheidsrechter: Sidi Alioum (CMR) |
| 5 februari Afrikaans kampioenschap Kwartfinale № 569 «onderlinge duels» 19:00 uur | John Mensah 10' André Ayew 101' |              | 42' Saber Khalifa | Stade de Franceville, Franceville Toeschouwers: 8.000 Scheidsrechter: Sidi Alioum (CMR) |

|                                                                  |                      |       |                              |                                                                                  |
| 29 februari Vriendschappelijk № 570 «onderlinge duels» 19:00 uur | Tunesië              | 1 – 1 | Peru                         | Stade El Menzah, Tunis Toeschouwers: 5.000 Scheidsrechter: Cecil Fleischer (GHA) |
| 29 februari Vriendschappelijk № 570 «onderlinge duels» 19:00 uur | Wissem Ben Yahia 45' |       | 45+1' (pen.) Claudio Pizarro | Stade El Menzah, Tunis Toeschouwers: 5.000 Scheidsrechter: Cecil Fleischer (GHA) |

|                                                             |                                                                                              |       |                 |                                                                            |
| 27 mei Vriendschappelijk № 571 «onderlinge duels» 18:00 uur | Tunesië                                                                                      | 5 – 1 | Rwanda          | Stade Mustapha Ben Jannet, Monastir Scheidsrechter: Mounir Errahmani (MAR) |
| 27 mei Vriendschappelijk № 571 «onderlinge duels» 18:00 uur | Ammar Jemal 16' (pen.) Hamdi Harbaoui 51' Hamdi Harbaoui 53' Issam Jemâa 69' Jamel Saihi 77' |       | 57' Dady Birori | Stade Mustapha Ben Jannet, Monastir Scheidsrechter: Mounir Errahmani (MAR) |

|                                                                        |                                                      |       |                    |                                                                                                  |
| 2 juni Kwalificatie WK 2014 Groep B № 572 «onderlinge duels» 18:00 uur | Tunesië                                              | 3 – 1 | Equatoriaal-Guinea | Stade Mustapha Ben Jannet, Monastir Toeschouwers: 10.000 Scheidsrechter: Mehdi Abid Charef (ALG) |
| 2 juni Kwalificatie WK 2014 Groep B № 572 «onderlinge duels» 18:00 uur | Issam Jemâa 51' Hamdi Harbaoui 56' Chadi Hammami 86' |       | 34' Iban Iyanga    | Stade Mustapha Ben Jannet, Monastir Toeschouwers: 10.000 Scheidsrechter: Mehdi Abid Charef (ALG) |

|                                                                        |                  |       |                                   |                                                                                    |
| 9 juni Kwalificatie WK 2014 Groep B № 573 «onderlinge duels» 16:30 uur | Kaapverdië       | 1 – 2 | Tunesië                           | Estádio da Várzea, Praia Toeschouwers: 3.600 Scheidsrechter: Rédouande Jiyed (MAR) |
| 9 juni Kwalificatie WK 2014 Groep B № 573 «onderlinge duels» 16:30 uur | Odaïr Fortes 26' |       | 14' Saber Khalifa 46' Issam Jemâa | Estádio da Várzea, Praia Toeschouwers: 3.600 Scheidsrechter: Rédouande Jiyed (MAR) |

|                                                                  |                                 |       |                                            |                                                                                 |
| 15 augustus Vriendschappelijk № 574 «onderlinge duels» 18:30 uur | Tunesië                         | 2 – 2 | Iran                                       | Széktóistadion, Kecskemét Toeschouwers: 200 Scheidsrechter: Mihály Fábián (HUN) |
| 15 augustus Vriendschappelijk № 574 «onderlinge duels» 18:30 uur | Ammar Jemal 55' Issam Jemâa 83' |       | 53' Mohammad Khalatbari 60' Mohammad Ghazi | Széktóistadion, Kecskemét Toeschouwers: 200 Scheidsrechter: Mihály Fábián (HUN) |

|                                                                                  |                                     |       |                                     |                                                                                            |
| 8 september Kwalificatie AK 2013 Tweede ronde № 575 «onderlinge duels» 16:30 uur | Sierra Leone                        | 2 – 2 | Tunesië                             | Nationaal stadion, Freetown Toeschouwers: 50.000 Scheidsrechter: Khalid Abdel Rahman (SUD) |
| 8 september Kwalificatie AK 2013 Tweede ronde № 575 «onderlinge duels» 16:30 uur | Sheriff Suma 7' Alhassan Kamara 85' |       | 65' Fateh Gharbi 87' Youssef Msakni | Nationaal stadion, Freetown Toeschouwers: 50.000 Scheidsrechter: Khalid Abdel Rahman (SUD) |

|                                                                                 |         |       |              | |
| 13 oktober Kwalificatie AK 2013 Tweede ronde № 576 «onderlinge duels» 19:15 uur | Tunesië | 0 – 0 | Sierra Leone | Stade Mustapha Ben Jannet, Monastir Toeschouwers: 10.000 Scheidsrechter: Lemghaifry Ould Ali (MTN) |
| 13 oktober Kwalificatie AK 2013 Tweede ronde № 576 «onderlinge duels» 19:15 uur |         |       |              | Stade Mustapha Ben Jannet, Monastir Toeschouwers: 10.000 Scheidsrechter: Lemghaifry Ould Ali (MTN) |

|                                                                 |        |                      |         |                                                                                            |
| 16 oktober Vriendschappelijk № 577 «onderlinge duels» 18:00 uur | Egypte | 0 – 1                | Tunesië | Sheikh Zayedstadion, Abu Dhabi Toeschouwers: 40.000 Scheidsrechter: Ammar Al-Jeneibi (VAE) |
| 16 oktober Vriendschappelijk № 577 «onderlinge duels» 18:00 uur |        | 19' Zouheïr Dhaouadi |         | Sheikh Zayedstadion, Abu Dhabi Toeschouwers: 40.000 Scheidsrechter: Ammar Al-Jeneibi (VAE) |

|                                                                  |                              |       |                                         |                                                                                             |
| 14 november Vriendschappelijk № 578 «onderlinge duels» 17:15 uur | Tunesië                      | 1 – 2 | Zwitserland                             | Stade Olympique de Sousse, Sousse Toeschouwers: 1.500 Scheidsrechter: Cecil Fleischer (GHA) |
| 14 november Vriendschappelijk № 578 «onderlinge duels» 17:15 uur | Fakhereedine Ben Youssef 59' |       | 39' Eren Derdiyok 90+5' Xherdan Shaqiri | Stade Olympique de Sousse, Sousse Toeschouwers: 1.500 Scheidsrechter: Cecil Fleischer (GHA) |

|                                                                  |                    |       |                                             |                         |
| 30 december Vriendschappelijk № 579 «onderlinge duels» 16:00 uur | Irak               | 1 – 2 | Tunesië                                     | Sharjahstadion, Sharjah |
| 30 december Vriendschappelijk № 579 «onderlinge duels» 16:00 uur | Younis Mahmoud 87' |       | 47' Issam Jemâa 58' Fakhreddine Ben Youssef | Sharjahstadion, Sharjah |

### 2013
|                                                                |                           |       |                  |                                                                         |
| 7 januari Vriendschappelijk № 580 «onderlinge duels» 16:30 uur | Tunesië                   | 1 – 1 | Ethiopië         | Al-Wakrahstadion, Al-Wakrah Scheidsrechter: Abdulrahman Al-Jassim (QAT) |
| 7 januari Vriendschappelijk № 580 «onderlinge duels» 16:30 uur | Oussama Darragi 4' (pen.) |       | 64' Saladin Said | Al-Wakrahstadion, Al-Wakrah Scheidsrechter: Abdulrahman Al-Jassim (QAT) |

|                                                                 |                        |       |                   |                                                                                      |
| 10 januari Vriendschappelijk № 581 «onderlinge duels» 16:00 uur | Tunesië                | 1 – 1 | Gabon             | Al-Wakrahstadion, Al-Wakrah Toeschouwers: 200 Scheidsrechter: Ammar Al-Jeneibi (VAE) |
| 10 januari Vriendschappelijk № 581 «onderlinge duels» 16:00 uur | Johann Lengoualama 50' |       | 14' Saber Khalifa | Al-Wakrahstadion, Al-Wakrah Toeschouwers: 200 Scheidsrechter: Ammar Al-Jeneibi (VAE) |

|                                                                 |                                                                            |       |                                 |                                                                                          |
| 13 januari Vriendschappelijk № 582 «onderlinge duels» 16:30 uur | Ghana                                                                      | 4 – 2 | Tunesië                         | Sheikh Zayedstadion, Abu Dhabi Toeschouwers: 5.000 Scheidsrechter: Abdulla Alzaabi (VAE) |
| 13 januari Vriendschappelijk № 582 «onderlinge duels» 16:30 uur | John Boye 58' Wakaso Mubarak 64' (pen.) Asamoah Gyan 73' Albert Adomah 86' |       | 16' Issam Jemâa 47' Issam Jemâa | Sheikh Zayedstadion, Abu Dhabi Toeschouwers: 5.000 Scheidsrechter: Abdulla Alzaabi (VAE) |

| Afrikaans kampioenschap voetbal 2013 |
| ------------------------------------ |

|                                                                               |                      |       |          |                                                                                            |
| 22 januari Afrikaans kampioenschap Groep D № 583 «onderlinge duels» 20:00 uur | Tunesië              | 1 – 0 | Algerije | Royal Bafokengstadion, Rustenburg Toeschouwers: 8.000 Scheidsrechter: Bakary Gassama (GAM) |
| 22 januari Afrikaans kampioenschap Groep D № 583 «onderlinge duels» 20:00 uur | Youssef Msakni 90+1' |       |          | Royal Bafokengstadion, Rustenburg Toeschouwers: 8.000 Scheidsrechter: Bakary Gassama (GAM) |

|                                                                               |                                                 |       |         | |
| 26 januari Afrikaans kampioenschap Groep D № 584 «onderlinge duels» 18:00 uur | Ivoorkust                                       | 3 – 0 | Tunesië | Royal Bafokengstadion, Rustenburg Toeschouwers: 20.000 Scheidsrechter: Rajindraparsad Seechurn (MRI) |
| 26 januari Afrikaans kampioenschap Groep D № 584 «onderlinge duels» 18:00 uur | Gervinho 21' Yaya Touré 87' Didier Ya Konan 90' |       |         | Royal Bafokengstadion, Rustenburg Toeschouwers: 20.000 Scheidsrechter: Rajindraparsad Seechurn (MRI) |

|                                                                               |                 |       |                           |                                                                                     |
| 30 januari Afrikaans kampioenschap Groep D № 585 «onderlinge duels» 18:00 uur | Togo            | 1 – 1 | Tunesië                   | Mbombelastadion, Nelspruit Toeschouwers: 7.500 Scheidsrechter: Daniel Bennett (RSA) |
| 30 januari Afrikaans kampioenschap Groep D № 585 «onderlinge duels» 18:00 uur | Serge Gakpé 13' |       | 30' (pen.) Khaled Mouelhi | Mbombelastadion, Nelspruit Toeschouwers: 7.500 Scheidsrechter: Daniel Bennett (RSA) |

|  |  |  |  |  |  |  |  |  |

|                                                                          |                                      |       |                     |                                                                                   |
| 23 maart Kwalificatie WK 2014 Groep B № 586 «onderlinge duels» 18:00 uur | Tunesië                              | 2 – 1 | Sierra Leone        | Olympisch stadion, Radès Toeschouwers: 10.000 Scheidsrechter: Mal Mohamadou (CMR) |
| 23 maart Kwalificatie WK 2014 Groep B № 586 «onderlinge duels» 18:00 uur | Oussama Darragi 57' Wahbi Khazri 72' |       | 74' Alhassan Kamara | Olympisch stadion, Radès Toeschouwers: 10.000 Scheidsrechter: Mal Mohamadou (CMR) |

|                                                                        |                                 |       |                                                        |                                                                                           |
| 8 juni Kwalificatie WK 2014 Groep B № 587 «onderlinge duels» 16:30 uur | Sierra Leone                    | 2 – 2 | Tunesië                                                | Nationaal stadion, Freetown Toeschouwers: 20.000 Scheidsrechter: Eric Otogo-Castane (GAB) |
| 8 juni Kwalificatie WK 2014 Groep B № 587 «onderlinge duels» 16:30 uur | Kei Kamara 38' Sheriff Suma 70' |       | 55' (pen.) Oussama Darragi 89' Fakhreddine Ben Youssef | Nationaal stadion, Freetown Toeschouwers: 20.000 Scheidsrechter: Eric Otogo-Castane (GAB) |

|                                                                         |                                 |       |                            |                                                                                           |
| 16 juni Kwalificatie WK 2014 Groep B № 588 «onderlinge duels» 17:00 uur | Equatoriaal-Guinea              | 1 – 1 | Tunesië                    | Nuevo Estadio de Malabo, Malabo Toeschouwers: 8.000 Scheidsrechter: Bernard Camille (SEY) |
| 16 juni Kwalificatie WK 2014 Groep B № 588 «onderlinge duels» 17:00 uur | Juvenal Edjogo-Owono 36' (pen.) |       | 64' (pen.) Oussama Darragi | Nuevo Estadio de Malabo, Malabo Toeschouwers: 8.000 Scheidsrechter: Bernard Camille (SEY) |

|                                                                  |         |                            |         |                                                                          |
| 6 juli Kwalificatie CHAN 2014 № 589 «onderlinge duels» 20:00 uur | Tunesië | 0 – 1                      | Marokko | Stade Olympique de Sousse, Sousse Scheidsrechter: Maguette N'Diaye (SEN) |
| 6 juli Kwalificatie CHAN 2014 № 589 «onderlinge duels» 20:00 uur |         | 90' Abdessamad El Moubarki |         | Stade Olympique de Sousse, Sousse Scheidsrechter: Maguette N'Diaye (SEN) |

|                                                                   |         |       |         |                                                                    |
| 13 juli Kwalificatie CHAN 2014 № 590 «onderlinge duels» 20:00 uur | Marokko | 0 – 0 | Tunesië | Stade de Marrakech, Marrakech Scheidsrechter: Bamlak Tessema (ETH) |
| 13 juli Kwalificatie CHAN 2014 № 590 «onderlinge duels» 20:00 uur |         |       |         | Stade de Marrakech, Marrakech Scheidsrechter: Bamlak Tessema (ETH) |

|                                                                  |                                                 |       |                   |                                                                                   |
| 14 augustus Vriendschappelijk № 591 «onderlinge duels» 20:00 uur | Tunesië                                         | 3 – 0 | Congo-Brazzaville | Olympisch stadion, Radès Toeschouwers: 4.000 Scheidsrechter: Mokhtar Amalou (ALG) |
| 14 augustus Vriendschappelijk № 591 «onderlinge duels» 20:00 uur | Wahbi Khazri 7' Issam Jemâa 13' Issam Jemâa 83' |       |                   | Olympisch stadion, Radès Toeschouwers: 4.000 Scheidsrechter: Mokhtar Amalou (ALG) |

|                                                                  |         |                              |            |                                                                                   |
| 7 september Vriendschappelijk № 592 «onderlinge duels» 19:45 uur | Tunesië | 3 – 0                        | Kaapverdië | Olympisch stadion, Radès Toeschouwers: 9.000 Scheidsrechter: Bakary Gassama (GAM) |
| 7 september Vriendschappelijk № 592 «onderlinge duels» 19:45 uur |         | 28' Platini 42' Héldon Ramos |            | Olympisch stadion, Radès Toeschouwers: 9.000 Scheidsrechter: Bakary Gassama (GAM) |

|                                                                             |         |       |          |                                                                                     |
| 13 oktober Kwalificatie WK 2014 Play-off № 593 «onderlinge duels» 18:00 uur | Tunesië | 0 – 0 | Kameroen | Olympisch stadion, Radès Toeschouwers: 30.900 Scheidsrechter: Koman Coulibaly (MLI) |
| 13 oktober Kwalificatie WK 2014 Play-off № 593 «onderlinge duels» 18:00 uur |         |       |          | Olympisch stadion, Radès Toeschouwers: 30.900 Scheidsrechter: Koman Coulibaly (MLI) |

|                                                                              |                                                                       |       |                   |                                                                                                  |
| 17 november Kwalificatie WK 2014 Play-off № 594 «onderlinge duels» 15:00 uur | Kameroen                                                              | 4 – 1 | Tunesië           | Stade Ahmadou-Ahidjo, Yaoundé Toeschouwers: 35.570 Scheidsrechter: Rajindraparsad Seechurn (MRI) |
| 17 november Kwalificatie WK 2014 Play-off № 594 «onderlinge duels» 15:00 uur | Pierre Webó 4' Benjamin Moukandjo 30' Jean Makoun 66' Jean Makoun 86' |       | 51' Ahmed Akaïchi | Stade Ahmadou-Ahidjo, Yaoundé Toeschouwers: 35.570 Scheidsrechter: Rajindraparsad Seechurn (MRI) |

### 2014
|                                                              |                            |       |                  | |
| 5 maart Vriendschappelijk № 595 «onderlinge duels» 20:00 uur | Colombia                   | 1 – 1 | Tunesië          | Estadi Cornellà-El Prat, Cornellà de Llobregat Toeschouwers: 5.000 Scheidsrechter: Javier Estrada Fernández (ESP) |
| 5 maart Vriendschappelijk № 595 «onderlinge duels» 20:00 uur | James Rodríguez 21' (pen.) |       | 36' Wahbi Khazri | Estadi Cornellà-El Prat, Cornellà de Llobregat Toeschouwers: 5.000 Scheidsrechter: Javier Estrada Fernández (ESP) |

|                                                             |            |                      |         |                                                                                          |
| 28 mei Vriendschappelijk № 596 «onderlinge duels» 21:00 uur | Zuid-Korea | 0 – 1                | Tunesië | Seoul World Cupstadion, Seoel Toeschouwers: 66.000 Scheidsrechter: Martin Atkinson (ENG) |
| 28 mei Vriendschappelijk № 596 «onderlinge duels» 21:00 uur |            | 44' Zouheir Dhaouadi |         | Seoul World Cupstadion, Seoel Toeschouwers: 66.000 Scheidsrechter: Martin Atkinson (ENG) |

|                                                             |                   |       |         |                                                                                           |
| 7 juni Vriendschappelijk № 597 «onderlinge duels» 19:45 uur | België            | 1 – 0 | Tunesië | Koning Boudewijnstadion, Brussel Toeschouwers: 40.000 Scheidsrechter: Viktor Kassai (HUN) |
| 7 juni Vriendschappelijk № 597 «onderlinge duels» 19:45 uur | Dries Mertens 89' |       |         | Koning Boudewijnstadion, Brussel Toeschouwers: 40.000 Scheidsrechter: Viktor Kassai (HUN) |

|                                                                             |                                              |       |                   |                                                                           |
| 6 september Kwalificatie AK 2015 Groep G № 598 «onderlinge duels» 20:15 uur | Tunesië                                      | 2 – 1 | Botswana          | Mustapha Ben Jannetstadion, Monastir Scheidsrechter: Mohamed Hamada (MTN) |
| 6 september Kwalificatie AK 2015 Groep G № 598 «onderlinge duels» 20:15 uur | Wahbi Khazri 74' Yacine Chikhaoui 90' (pen.) |       | 44' Joel Mogorosi | Mustapha Ben Jannetstadion, Monastir Scheidsrechter: Mohamed Hamada (MTN) |

|                                                                              |        |                             |         |                                                                                |
| 10 september Kwalificatie AK 2015 Groep G № 599 «onderlinge duels» 21:00 uur | Egypte | 0 – 1                       | Tunesië | Cairo Stadium, Caïro Toeschouwers: 15.000 Scheidsrechter: Bakary Gassama (GAM) |
| 10 september Kwalificatie AK 2015 Groep G № 599 «onderlinge duels» 21:00 uur |        | 14' Fakhreddine Ben Youssef |         | Cairo Stadium, Caïro Toeschouwers: 15.000 Scheidsrechter: Bakary Gassama (GAM) |

|                                                                            |         |       |         |                                                                             |
| 10 oktober Kwalificatie AK 2015 Groep G № 600 «onderlinge duels» 21:00 uur | Senegal | 0 – 0 | Tunesië | Stade Léopold Sédar Senghor, Dakar Scheidsrechter: Eric Otogo-Castane (GAB) |
| 10 oktober Kwalificatie AK 2015 Groep G № 600 «onderlinge duels» 21:00 uur |         |       |         | Stade Léopold Sédar Senghor, Dakar Scheidsrechter: Eric Otogo-Castane (GAB) |

|                                                                            |                   |       |         |                                                                                    |
| 15 oktober Kwalificatie AK 2015 Groep G № 601 «onderlinge duels» 20:15 uur | Tunesië           | 1 – 0 | Senegal | Mustapha Ben Jannetstadion, Monastir Scheidsrechter: Rajindraparsad Seechurn (MRI) |
| 15 oktober Kwalificatie AK 2015 Groep G № 601 «onderlinge duels» 20:15 uur | Ferjani Sassi 90' |       |         | Mustapha Ben Jannetstadion, Monastir Scheidsrechter: Rajindraparsad Seechurn (MRI) |

|                                                                             |                   |       |         |                                                                    |
| 14 november Kwalificatie AK 2015 Groep G № 602 «onderlinge duels» 18:30 uur | Botswana          | 0 – 0 | Tunesië | Nationaal stadion, Gaborone Scheidsrechter: Juste Ephrem Zio (BUR) |
| 14 november Kwalificatie AK 2015 Groep G № 602 «onderlinge duels» 18:30 uur | Ferjani Sassi 90' |       |         | Nationaal stadion, Gaborone Scheidsrechter: Juste Ephrem Zio (BUR) |

|                                                                             |                                       |       |                   |                                                                                                |
| 19 november Kwalificatie AK 2015 Groep G № 603 «onderlinge duels» 20:00 uur | Tunesië                               | 2 – 1 | Egypte            | Mustapha Ben Jannetstadion, Monastir Toeschouwers: 6.000 Scheidsrechter: Noumandiez Doué (CIV) |
| 19 november Kwalificatie AK 2015 Groep G № 603 «onderlinge duels» 20:00 uur | Yacine Chikhaoui 52' Wahbi Khazri 80' |       | 14' Mohamed Salah | Mustapha Ben Jannetstadion, Monastir Toeschouwers: 6.000 Scheidsrechter: Noumandiez Doué (CIV) |

### 2015
|                                                                 |                  |       |                       |                                                                                      |
| 11 januari Vriendschappelijk № 604 «onderlinge duels» 17:00 uur | Tunesië          | 1 – 1 | Algerije              | Olympisch stadion, Radès Toeschouwers: 50.000 Scheidsrechter: Hicham Ait Abbou (MAR) |
| 11 januari Vriendschappelijk № 604 «onderlinge duels» 17:00 uur | Wahbi Khazri 44' |       | 39' Liassine Cadamuro | Olympisch stadion, Radès Toeschouwers: 50.000 Scheidsrechter: Hicham Ait Abbou (MAR) |

| Afrikaans kampioenschap voetbal 2015 |
| ------------------------------------ |

|                                                                               |                    |       |                         |                                                                                                  |
| 18 januari Afrikaans kampioenschap Groep B № 605 «onderlinge duels» 20:00 uur | Tunesië            | 1 – 1 | Kaapverdië              | Nuevo Estadio de Ebebiyín, Ebebiyín Toeschouwers: 7.479 Scheidsrechter: Eric Otogo-Castane (GAB) |
| 18 januari Afrikaans kampioenschap Groep B № 605 «onderlinge duels» 20:00 uur | Mohamed Manser 70' |       | 78' (pen.) Héldon Ramos | Nuevo Estadio de Ebebiyín, Ebebiyín Toeschouwers: 7.479 Scheidsrechter: Eric Otogo-Castane (GAB) |

|                                                                               |                     |       |                                         | |
| 22 januari Afrikaans kampioenschap Groep B № 606 «onderlinge duels» 17:00 uur | Zambia              | 1 – 2 | Tunesië                                 | Nuevo Estadio de Ebebiyín, Ebebiyín Toeschouwers: 8.000 Scheidsrechter: Aboubacar Mario Bangoura (GUI) |
| 22 januari Afrikaans kampioenschap Groep B № 606 «onderlinge duels» 17:00 uur | Emmanuel Mayuka 60' |       | 70' Ahmed Akaïchi 89' Yassine Chikhaoui | Nuevo Estadio de Ebebiyín, Ebebiyín Toeschouwers: 8.000 Scheidsrechter: Aboubacar Mario Bangoura (GUI) |

|                                                                               |                   |       |                   |                                                                                 |
| 26 januari Afrikaans kampioenschap Groep B № 607 «onderlinge duels» 19:00 uur | Congo-Kinshasa    | 1 – 1 | Tunesië           | Estadio de Bata, Bata Toeschouwers: 11.463 Scheidsrechter: Bakary Gassama (GAM) |
| 26 januari Afrikaans kampioenschap Groep B № 607 «onderlinge duels» 19:00 uur | Jeremy Bokila 66' |       | 31' Ahmed Akaïchi | Estadio de Bata, Bata Toeschouwers: 11.463 Scheidsrechter: Bakary Gassama (GAM) |

|                                                                                   |                   |       |                                               |                                                                                          |
| 31 januari Afrikaans kampioenschap Kwartfinale № 608 «onderlinge duels» 20:30 uur | Tunesië           | 1 – 1 | Equatoriaal-Guinea                            | Estadio de Bata, Bata Toeschouwers: 41.000 Scheidsrechter: Rajindraparsad Seechurn (MRI) |
| 31 januari Afrikaans kampioenschap Kwartfinale № 608 «onderlinge duels» 20:30 uur | Ahmed Akaïchi 70' |       | 90+3' (pen.) Javier Balboa 102' Javier Balboa | Estadio de Bata, Bata Toeschouwers: 41.000 Scheidsrechter: Rajindraparsad Seechurn (MRI) |

|  |  |  |  |  |  |  |  |  |

|                                                               |                                      |       |         |                                                                           |
| 27 maart Vriendschappelijk № 609 «onderlinge duels» 18:30 uur | Japan                                | 2 – 0 | Tunesië | Ōitastadion, Oita Toeschouwers: 34.777 Scheidsrechter: Ben Williams (AUS) |
| 27 maart Vriendschappelijk № 609 «onderlinge duels» 18:30 uur | Shinji Okazaki 78' Keisuke Honda 83' |       |         | Ōitastadion, Oita Toeschouwers: 34.777 Scheidsrechter: Ben Williams (AUS) |

|                                                               |              |       |                    |                                                                                      |
| 31 maart Vriendschappelijk № 610 «onderlinge duels» 19:30 uur | China        | 1 – 1 | Tunesië            | Olympisch stadion, Nanjing Toeschouwers: 30.000 Scheidsrechter: Kim Jong-hyeok (KOR) |
| 31 maart Vriendschappelijk № 610 «onderlinge duels» 19:30 uur | Yu Dabao 90' |       | 39' Mohamed Manser | Olympisch stadion, Nanjing Toeschouwers: 30.000 Scheidsrechter: Kim Jong-hyeok (KOR) |

|                                                                         | |       |                       |                                                                     |
| 12 juni Kwalificatie AK 2017 Groep A № 611 «onderlinge duels» 20:30 uur | Tunesië | 8 – 1 | Djibouti              | Stade 14 Janvier, Tunis Scheidsrechter: Noureddine El Jaafari (MAR) |
| 12 juni Kwalificatie AK 2017 Groep A № 611 «onderlinge duels» 20:30 uur | Yacine Chikhaoui 9' (pen.) Yacine Chikhaoui 22' Yacine Chikhaoui 23' Ferjani Sassi 37' Saber Khalifa 62' Fakhreddine Ben Youssef 68' Meher Hannachi 80' Yoann Touzghar 81' |       | 54' (pen.) Issa Liban | Stade 14 Janvier, Tunis Scheidsrechter: Noureddine El Jaafari (MAR) |

|                                                                   |                      |       |                   |                                                                                         |
| 15 juni Kwalificatie CHAN 2016 № 612 «onderlinge duels» 20:00 uur | Marokko              | 1 – 1 | Tunesië           | Stade Mohammed V, Casablanca Toeschouwers: 15.000 Scheidsrechter: Ousmane Karembe (MLI) |
| 15 juni Kwalificatie CHAN 2016 № 612 «onderlinge duels» 20:00 uur | Abdelilah Hafidi 68' |       | 39' Karim Aouadhi | Stade Mohammed V, Casablanca Toeschouwers: 15.000 Scheidsrechter: Ousmane Karembe (MLI) |

|                                                                   |         |                       |       |                                                                                    |
| 18 juni Kwalificatie CHAN 2016 № 613 «onderlinge duels» 20:00 uur | Tunesië | 0 – 1                 | Libië | Stade Mohammed V, Casablanca Toeschouwers: 3.000 Scheidsrechter: Brian Miiro (UGA) |
| 18 juni Kwalificatie CHAN 2016 № 613 «onderlinge duels» 20:00 uur |         | 75' Mouayed Al-Gritli |       | Stade Mohammed V, Casablanca Toeschouwers: 3.000 Scheidsrechter: Brian Miiro (UGA) |

|                                                                             |                 |       |         |                                                                       |
| 5 september Kwalificatie AK 2017 Groep A № 614 «onderlinge duels» 16:00 uur | Liberia         | 1 – 0 | Tunesië | Antoinette Tubmanstadion, Monrovia Scheidsrechter: Maudo Jallow (GAM) |
| 5 september Kwalificatie AK 2017 Groep A № 614 «onderlinge duels» 16:00 uur | Francis Doe 79' |       |         | Antoinette Tubmanstadion, Monrovia Scheidsrechter: Maudo Jallow (GAM) |

|                                                                |                                                            |       |                                                                        |                                                                                       |
| 9 oktober Vriendschappelijk № 615 «onderlinge duels» 18:00 uur | Tunesië                                                    | 3 – 3 | Gabon                                                                  | Stade Olympique de Radès, Radès Toeschouwers: 5.000 Scheidsrechter: Slim Jedidi (TUN) |
| 9 oktober Vriendschappelijk № 615 «onderlinge duels» 18:00 uur | Taha Yassine Khenissi 3' Fabien Camus 35' Wahbi Khazri 50' |       | 33' (pen.) Pierre-Emerick Aubameyang 63' Mario Lemina 86' Guélor Kanga | Stade Olympique de Radès, Radès Toeschouwers: 5.000 Scheidsrechter: Slim Jedidi (TUN) |

|                                                                 |                |       |       |                                                                      |
| 19 oktober Vriendschappelijk № 616 «onderlinge duels» 18:00 uur | Tunesië        | 1 – 0 | Libië | Stade Olympique de Radès, Radès Scheidsrechter: Redouane Necib (ALG) |
| 19 oktober Vriendschappelijk № 616 «onderlinge duels» 18:00 uur | Saâd Bguir 75' |       |       | Stade Olympique de Radès, Radès Scheidsrechter: Redouane Necib (ALG) |

|                                                                      |                                |       |                                                                           |                                                                           |
| 25 oktober Kwalificatie CHAN 2016 № 617 «onderlinge duels» 17:00 uur | Tunesië                        | 2 – 3 | Marokko                                                                   | Stade Olympique de Radès, Radès Scheidsrechter: Ibrahim Nour El Din (EGY) |
| 25 oktober Kwalificatie CHAN 2016 № 617 «onderlinge duels» 17:00 uur | Ali Mechani 28' Saad Bguir 80' |       | 20' Abdeladim Khadrouf 70' (pen.) Abderrahim Achchakir 84' Ouamed Ounajem | Stade Olympique de Radès, Radès Scheidsrechter: Ibrahim Nour El Din (EGY) |

|                                                                                  |                   |       |                                       |                                                                                          |
| 13 november Kwalificatie WK 2018 Tweede ronde № 618 «onderlinge duels» 16:00 uur | Mauritanië        | 1 – 2 | Tunesië                               | Stade Olympique, Nouakchott Toeschouwers: 9.000 Scheidsrechter: Eric Otogo-Castane (GAB) |
| 13 november Kwalificatie WK 2018 Tweede ronde № 618 «onderlinge duels» 16:00 uur | Oumar N'Diaye 22' |       | 62' Wahbi Khazri 68' Yacine Chikhaoui | Stade Olympique, Nouakchott Toeschouwers: 9.000 Scheidsrechter: Eric Otogo-Castane (GAB) |

|                                                                                  |                                     |       |                   |                                                                                |
| 17 november Kwalificatie WK 2018 Tweede ronde № 619 «onderlinge duels» 17:00 uur | Tunesië                             | 2 – 1 | Mauritanië        | Olympisch Stadion, Radès Toeschouwers: 3.000 Scheidsrechter: Denis Batte (UGA) |
| 17 november Kwalificatie WK 2018 Tweede ronde № 619 «onderlinge duels» 17:00 uur | Syam Ben Youssef 51' Saâd Bguir 84' |       | 71' Moulaye Ahmed | Olympisch Stadion, Radès Toeschouwers: 3.000 Scheidsrechter: Denis Batte (UGA) |

### 2016
| African Championship of Nations 2016 |
| ------------------------------------ |

|                                                                                       |                                     |       |                                     |                                                                                    |
| 18 januari African Championship of Nations Groep C № 620 «onderlinge duels» 14:00 uur | Tunesië                             | 2 – 2 | Guinee                              | Nyamirambostadion, Kigali Toeschouwers: 7.000 Scheidsrechter: Daniel Bennett (RSA) |
| 18 januari African Championship of Nations Groep C № 620 «onderlinge duels» 14:00 uur | Ahmed Akaïchi 33' Ahmed Akaïchi 51' |       | 40' Alsény Camara 83' Alsény Camara | Nyamirambostadion, Kigali Toeschouwers: 7.000 Scheidsrechter: Daniel Bennett (RSA) |

|                                                                                       |                   |       |                      |                                                                                  |
| 22 januari African Championship of Nations Groep C № 621 «onderlinge duels» 15:00 uur | Tunesië           | 1 – 1 | Nigeria              | Nyamirambostadion, Kigali Toeschouwers: 8.000 Scheidsrechter: Joshua Bondo (BOT) |
| 22 januari African Championship of Nations Groep C № 621 «onderlinge duels» 15:00 uur | Ahmed Akaïchi 70' |       | 52' Chisom Chikatara | Nyamirambostadion, Kigali Toeschouwers: 8.000 Scheidsrechter: Joshua Bondo (BOT) |

|                                                                                       |       |                                                                                       |         |                                                                |
| 26 januari African Championship of Nations Groep C № 622 «onderlinge duels» 16:00 uur | Niger | 0 – 5                                                                                 | Tunesië | Nyamirambostadion, Kigali Scheidsrechter: Bamlak Tessema (ETH) |
| 26 januari African Championship of Nations Groep C № 622 «onderlinge duels» 16:00 uur |       | 5' Saâd Bguir 39' Saâd Bguir 78' Ahmed Akaïchi 81' Mohamed Ben Amor 90' Hichem Essifi |         | Nyamirambostadion, Kigali Scheidsrechter: Bamlak Tessema (ETH) |

|                                                                                           |                        |       |                                            |                                                                                         |
| 31 januari African Championship of Nations Kwartfinale № 623 «onderlinge duels» 15:00 uur | Tunesië                | 1 – 2 | Mali                                       | Nyamirambostadion, Kigali Toeschouwers: 6.500 Scheidsrechter: Hamada Nampiandraza (MAD) |
| 31 januari African Championship of Nations Kwartfinale № 623 «onderlinge duels» 15:00 uur | Mohamed Ali Moncer 14' |       | 71' (pen.) Alou Dieng 80' Abdoulaye Diarra | Nyamirambostadion, Kigali Toeschouwers: 6.500 Scheidsrechter: Hamada Nampiandraza (MAD) |

|  |  |  |  |  |  |  |  |  |

|                                                                          |                    |       |      |                                                                                              |
| 25 maart Kwalificatie AK 2017 Groep A № 624 «onderlinge duels» 17:00 uur | Tunesië            | 1 – 0 | Togo | Mustapha Ben Jannetstadion, Monastir Toeschouwers: 14.000 Scheidsrechter: Joshua Bondo (BOT) |
| 25 maart Kwalificatie AK 2017 Groep A № 624 «onderlinge duels» 17:00 uur | Youssef Msakni 46' |       |      | Mustapha Ben Jannetstadion, Monastir Toeschouwers: 14.000 Scheidsrechter: Joshua Bondo (BOT) |

|                                                                          |      |       |         |                                                           |
| 29 maart Kwalificatie AK 2017 Groep A № 625 «onderlinge duels» 15:00 uur | Togo | 0 – 0 | Tunesië | Stade de Kégué, Lomé Scheidsrechter: Bakary Gassama (GAM) |
| 29 maart Kwalificatie AK 2017 Groep A № 625 «onderlinge duels» 15:00 uur |      |       |         | Stade de Kégué, Lomé Scheidsrechter: Bakary Gassama (GAM) |

|                                                                        |          |                                                             |         |                                                                   |
| 3 juni Kwalificatie AK 2017 Groep A № 626 «onderlinge duels» 15:30 uur | Djibouti | 0 – 3                                                       | Tunesië | Stade du Ville, Djibouti Scheidsrechter: Thierry Nkurunziza (BRI) |
| 3 juni Kwalificatie AK 2017 Groep A № 626 «onderlinge duels» 15:30 uur |          | 15' Naïm Sliti 45' Hamdi Harbaoui 59' Taha Yassine Khenissi |         | Stade du Ville, Djibouti Scheidsrechter: Thierry Nkurunziza (BRI) |

|                                                                             |                                                                              |       |               |                                                                           |
| 4 september Kwalificatie AK 2017 Groep A № 627 «onderlinge duels» 18:30 uur | Tunesië                                                                      | 4 – 1 | Liberia       | Mustapha Ben Jannetstadion, Monastir Scheidsrechter: Daniel Bennett (RSA) |
| 4 september Kwalificatie AK 2017 Groep A № 627 «onderlinge duels» 18:30 uur | Wahbi Khazri 5' Taha Yassine Khenissi 35' Saber Khalifa 73' Hamza Lahmar 77' |       | 71' Mark Paye | Mustapha Ben Jannetstadion, Monastir Scheidsrechter: Daniel Bennett (RSA) |

|                                                                           |                                       |       |        |                                                                                                   |
| 9 oktober Kwalificatie WK 2018 Groep A № 628 «onderlinge duels» 18:00 uur | Tunesië                               | 2 – 0 | Guinee | Mustapha Ben Jannetstadion, Monastir Toeschouwers: 9.000 Scheidsrechter: Thierry Nkurunziza (BRI) |
| 9 oktober Kwalificatie WK 2018 Groep A № 628 «onderlinge duels» 18:00 uur | Aymen Abdennour 63' Ahmed Akaïchi 80' |       |        | Mustapha Ben Jannetstadion, Monastir Toeschouwers: 9.000 Scheidsrechter: Thierry Nkurunziza (BRI) |

|                                                                             |       |                         |         |                                                                                    |
| 11 november Kwalificatie WK 2018 Groep A № 629 «onderlinge duels» 20:00 uur | Libië | 0 – 1                   | Tunesië | Stade Omar Hamadi, Algiers Toeschouwers: 3.000 Scheidsrechter: Davies Omweno (KEN) |
| 11 november Kwalificatie WK 2018 Groep A № 629 «onderlinge duels» 20:00 uur |       | 50' (pen.) Wahbi Khazri |         | Stade Omar Hamadi, Algiers Toeschouwers: 3.000 Scheidsrechter: Davies Omweno (KEN) |

|                                                                  |         |       |            |                                                                              |
| 15 november Vriendschappelijk № 630 «onderlinge duels» 14:00 uur | Tunesië | 0 – 0 | Mauritanië | Stade de Zrig, Gabès Toeschouwers: 9.000 Scheidsrechter: Samir Guezzaz (MAR) |
| 15 november Vriendschappelijk № 630 «onderlinge duels» 14:00 uur |         |       |            | Stade de Zrig, Gabès Toeschouwers: 9.000 Scheidsrechter: Samir Guezzaz (MAR) |

### 2017
|                                                                |                                          |       |         |                                                                               |
| 4 januari Vriendschappelijk № 631 «onderlinge duels» 13:30 uur | Tunesië                                  | 2 – 0 | Oeganda | Stade El Menzah, Tunis Toeschouwers: 6.000 Scheidsrechter: Babacar Sarr (MTN) |
| 4 januari Vriendschappelijk № 631 «onderlinge duels» 13:30 uur | Hamza Lahmar 6' Mohamed Ali Yaâkoubi 47' |       |         | Stade El Menzah, Tunis Toeschouwers: 6.000 Scheidsrechter: Babacar Sarr (MTN) |

|                                                                |                   |       |         |                                                                                   |
| 8 januari Vriendschappelijk № 632 «onderlinge duels» 17:00 uur | Egypte            | 1 – 0 | Tunesië | Cairo Stadium, Caïro Toeschouwers: 15.000 Scheidsrechter: Yaqoub Al-Hammadi (VAE) |
| 8 januari Vriendschappelijk № 632 «onderlinge duels» 17:00 uur | Marwan Mohsen 90' |       |         | Cairo Stadium, Caïro Toeschouwers: 15.000 Scheidsrechter: Yaqoub Al-Hammadi (VAE) |

| Afrikaans kampioenschap |
| ----------------------- |

|                                                                               |         |                                       |         |                                                                     |
| 15 januari Afrikaans kampioenschap Groep B № 633 «onderlinge duels» 20:00 uur | Tunesië | 0 – 2                                 | Senegal | Stade de Franceville, Franceville Scheidsrechter: Sidi Alioum (CMR) |
| 15 januari Afrikaans kampioenschap Groep B № 633 «onderlinge duels» 20:00 uur |         | 10' (pen.) Sadio Mané 30' Kara Mbodji |         | Stade de Franceville, Franceville Scheidsrechter: Sidi Alioum (CMR) |

|                                                                               |                   |       |                                              |                                                                         |
| 19 januari Afrikaans kampioenschap Groep B № 634 «onderlinge duels» 17:00 uur | Algerije          | 1 – 2 | Tunesië                                      | Stade de Franceville, Franceville Scheidsrechter: Bernard Camille (SEY) |
| 19 januari Afrikaans kampioenschap Groep B № 634 «onderlinge duels» 17:00 uur | Sofiane Hanni 90' |       | 50' (e.d.) Aïssa Mandi 66' (pen.) Naïm Sliti | Stade de Franceville, Franceville Scheidsrechter: Bernard Camille (SEY) |

|                                                                               |                                       |       |                                                                                   |                                                                       |
| 23 januari Afrikaans kampioenschap Groep B № 635 «onderlinge duels» 20:00 uur | Zimbabwe                              | 2 – 4 | Tunesië                                                                           | Stade de Franceville, Franceville Scheidsrechter: Denis Dembélé (CIV) |
| 23 januari Afrikaans kampioenschap Groep B № 635 «onderlinge duels» 20:00 uur | Knowledge Musona 42' Tendai Ndoro 58' |       | 9' Naïm Sliti 22' Youssef Msakni 36' Taha Yassine Khenissi 45' (pen.) Wahbi Kazri | Stade de Franceville, Franceville Scheidsrechter: Denis Dembélé (CIV) |

|                                                                                   |                                         |       |         |                                                                 |
| 28 januari Afrikaans kampioenschap Kwartfinale № 636 «onderlinge duels» 17:00 uur | Burkina Faso                            | 2 – 0 | Tunesië | Stade l'Amitié, Libreville Scheidsrechter: Daniel Bennett (RSA) |
| 28 januari Afrikaans kampioenschap Kwartfinale № 636 «onderlinge duels» 17:00 uur | Aristide Bancé 81' Préjuce Nakoulma 85' |       |         | Stade l'Amitié, Libreville Scheidsrechter: Daniel Bennett (RSA) |

|  |  |  |  |  |  |  |  |  |

|                                                               |         |                       |          |                                                                                                   |
| 24 maart Vriendschappelijk № 637 «onderlinge duels» 19:00 uur | Tunesië | 0 – 1                 | Kameroen | Stade Mustapha Ben Jannet, Monastir Toeschouwers: 6.000 Scheidsrechter: Lemghaifry Ould Ali (MTN) |
| 24 maart Vriendschappelijk № 637 «onderlinge duels» 19:00 uur |         | 14' Vincent Aboubakar |          | Stade Mustapha Ben Jannet, Monastir Toeschouwers: 6.000 Scheidsrechter: Lemghaifry Ould Ali (MTN) |

|                                                               |                         |       |         |                                                                                 |
| 28 maart Vriendschappelijk № 638 «onderlinge duels» 20:00 uur | Marokko                 | 1 – 0 | Tunesië | Stade de Marrakech, Marrakesh Toeschouwers: 7.000 Scheidsrechter: Issa Sy (SEN) |
| 28 maart Vriendschappelijk № 638 «onderlinge duels» 20:00 uur | Hamza Younès 14' (e.d.) |       |         | Stade de Marrakech, Marrakesh Toeschouwers: 7.000 Scheidsrechter: Issa Sy (SEN) |

|                                                                         |                           |       |        |                                                                                                 |
| 11 juni Kwalificatie AK 2019 Groep J № 639 «onderlinge duels» 23:00 uur | Tunesië                   | 1 – 0 | Egypte | Stade Olympique de Radès, Radès Toeschouwers: onbekend Scheidsrechter: Bouchaïb El Ahrach (MAR) |
| 11 juni Kwalificatie AK 2019 Groep J № 639 «onderlinge duels» 23:00 uur | Taha Yassine Khenissi 47' |       |        | Stade Olympique de Radès, Radès Toeschouwers: onbekend Scheidsrechter: Bouchaïb El Ahrach (MAR) |

|                                                                             |                                                  |       |                    |                                                                                       |
| 1 september Kwalificatie WK 2018 Groep A № 640 «onderlinge duels» 21:00 uur | Tunesië                                          | 2 – 1 | Congo-Kinshasa     | Stade 7 November, Radès Toeschouwers: 30.000 Scheidsrechter: Eric Otogo-Castane (GAB) |
| 1 september Kwalificatie WK 2018 Groep A № 640 «onderlinge duels» 21:00 uur | Yassine Meriah 18' (pen.) Ghailene Chaalali 47'' |       | 43' Cédric Bakambu | Stade 7 November, Radès Toeschouwers: 30.000 Scheidsrechter: Eric Otogo-Castane (GAB) |

|                                                                             |                                        |       |                                         |                                                                                       |
| 5 september Kwalificatie WK 2018 Groep A № 641 «onderlinge duels» 18:30 uur | Congo-Kinshasa                         | 2 – 2 | Tunesië                                 | Stade des Martyrs, Kinshasa Toeschouwers: 80.000 Scheidsrechter: Daniel Bennett (RSA) |
| 5 september Kwalificatie WK 2018 Groep A № 641 «onderlinge duels» 18:30 uur | Chancel Mbemba 9' Paul-José M'Poku 47' |       | 77' (e.d.) Wilfred Moke 79' Anice Badri | Stade des Martyrs, Kinshasa Toeschouwers: 80.000 Scheidsrechter: Daniel Bennett (RSA) |

|                                                                           |                |       |                                                                               |                                                                                         |
| 7 oktober Kwalificatie WK 2018 Groep A № 642 «onderlinge duels» 20:00 uur | Guinee         | 1 – 4 | Tunesië                                                                       | Stade du 28 Septembre, Conakry Toeschouwers: 12.000 Scheidsrechter: Janny Sikazwe (ZAM) |
| 7 oktober Kwalificatie WK 2018 Groep A № 642 «onderlinge duels» 20:00 uur | Naby Keïta 35' |       | 45' Youssef Msakni 74' Youssef Msakni 83' Mohamed Ben Amor 90' Youssef Msakni | Stade du 28 Septembre, Conakry Toeschouwers: 12.000 Scheidsrechter: Janny Sikazwe (ZAM) |

|                                                                             |         |       |       |                                                                                        |
| 11 november Kwalificatie WK 2018 Groep A № 643 «onderlinge duels» 19:30 uur | Tunesië | 0 – 0 | Libië | Stade 7 November, Radès Toeschouwers: 56.000 Scheidsrechter: Hamada Nampiandraza (MAD) |
| 11 november Kwalificatie WK 2018 Groep A № 643 «onderlinge duels» 19:30 uur |         |       |       | Stade 7 November, Radès Toeschouwers: 56.000 Scheidsrechter: Hamada Nampiandraza (MAD) |

### 2018
|                                                               |                            |       |      |                                                                                       |
| 23 maart Vriendschappelijk № 644 «onderlinge duels» 20:15 uur | Tunesië                    | 1 – 0 | Iran | Stade 7 November, Radès Toeschouwers: 5.000 Scheidsrechter: Ibrahim Nour El-Din (EGY) |
| 23 maart Vriendschappelijk № 644 «onderlinge duels» 20:15 uur | Milad Mohammadi 71' (e.d.) |       |      | Stade 7 November, Radès Toeschouwers: 5.000 Scheidsrechter: Ibrahim Nour El-Din (EGY) |

|                                                               |                  |       |            |                                                                                 |
| 27 maart Vriendschappelijk № 645 «onderlinge duels» 21:00 uur | Tunesië          | 1 – 0 | Costa Rica | Allianz Riviera, Nice Toeschouwers: 7.000 Scheidsrechter: Frank Schneider (FRA) |
| 27 maart Vriendschappelijk № 645 «onderlinge duels» 21:00 uur | Wahbi Khazri 36' |       |            | Allianz Riviera, Nice Toeschouwers: 7.000 Scheidsrechter: Frank Schneider (FRA) |

|                                                             |                                |       |                                      |                                                                                |
| 28 mei Vriendschappelijk № 646 «onderlinge duels» 21:45 uur | Portugal                       | 2 – 2 | Tunesië                              | Estádio Municipal, Braga Toeschouwers: 17.220 Scheidsrechter: Luca Banti (ITA) |
| 28 mei Vriendschappelijk № 646 «onderlinge duels» 21:45 uur | André Silva 22' João Mário 34' |       | 39' Anice Badri 64' Syam Ben Youssef | Estádio Municipal, Braga Toeschouwers: 17.220 Scheidsrechter: Luca Banti (ITA) |

|                                                             |                                   |       |                                          |                                                                              |
| 1 juni Vriendschappelijk № 647 «onderlinge duels» 20:15 uur | Tunesië                           | 2 – 2 | Turkije                                  | Stade de Genève, Lancy Toeschouwers: 12.000 Scheidsrechter: Fedayi San (SUI) |
| 1 juni Vriendschappelijk № 647 «onderlinge duels» 20:15 uur | Anice Badri 56' Ferjani Sassi 79' |       | 54' (pen.) Cenk Tosun 90' Çağlar Söyüncü | Stade de Genève, Lancy Toeschouwers: 12.000 Scheidsrechter: Fedayi San (SUI) |

|                                                             |         |                |        |                                                                                     |
| 9 juni Vriendschappelijk № 648 «onderlinge duels» 20:45 uur | Tunesië | 0 – 1          | Spanje | Krasnodar Stadion, Krasnodar Toeschouwers: 33.116 Scheidsrechter: Bas Nijhuis (NED) |
| 9 juni Vriendschappelijk № 648 «onderlinge duels» 20:45 uur |         | 84' Iago Aspas |        | Krasnodar Stadion, Krasnodar Toeschouwers: 33.116 Scheidsrechter: Bas Nijhuis (NED) |

|                                                                     |           |                                          |         |                                                                         |
| 9 september Kwalificatie AK 2019 № 652 «onderlinge duels» 15:00 uur | Swaziland | 0 – 2                                    | Tunesië | Sportcenter Mavuso, Manzini Scheidsrechter: Bamlak Tessema Weyesa (ETP) |
| 9 september Kwalificatie AK 2019 № 652 «onderlinge duels» 15:00 uur |           | Taha Yassine Khenissi 18' Naïm Sliti 37' |         | Sportcenter Mavuso, Manzini Scheidsrechter: Bamlak Tessema Weyesa (ETP) |

|                                                                    |                    |       |       |                                                                   |
| 13 oktober Kwalificatie AK 2019 № 653 «onderlinge duels» 19:15 uur | Tunesië            | 1 – 0 | Niger | Olympisch Stadion, Radès Scheidsrechter: Eric Otogo-Castane (GAB) |
| 13 oktober Kwalificatie AK 2019 № 653 «onderlinge duels» 19:15 uur | Yassine Meriah 17' |       |       | Olympisch Stadion, Radès Scheidsrechter: Eric Otogo-Castane (GAB) |

|                                                                    |                      |       |                        |                                                                                  |
| 16 oktober Kwalificatie AK 2019 № 654 «onderlinge duels» 16:00 uur | Niger                | 1 – 2 | Tunesië                | Stade Général Seyni Kountché, Niamey Scheidsrechter: Noureddine El Jaafari (MAR) |
| 16 oktober Kwalificatie AK 2019 № 654 «onderlinge duels» 16:00 uur | Youssouf Oumarou 36' |       | Firas Chaouat 28', 32' | Stade Général Seyni Kountché, Niamey Scheidsrechter: Noureddine El Jaafari (MAR) |

|                                                                    |                                                            |       |                     |                                                                                         |
| 16 november Kwalificate AK 2019 № 655 «onderlinge duels» 18:00 uur | Egypte                                                     | 3 – 2 | Tunesië             | Borg El Arabstadion, Alexandrië Toeschouwers: 25.000 Scheidsrechter: Victor Gomes (RSA) |
| 16 november Kwalificate AK 2019 № 655 «onderlinge duels» 18:00 uur | Mahmoud Hassan 32' Baher El Mohamady 60' Mohamed Salah 90' |       | Naïm Sliti 13', 72' | Borg El Arabstadion, Alexandrië Toeschouwers: 25.000 Scheidsrechter: Victor Gomes (RSA) |

| WK 2018 |
| ------- |

|                                                            |                   |       |                                 |                                                                                     |
| 18 juni WK 2018 Groep G № 649 «onderlinge duels» 20:00 uur | Tunesië           | 1 – 2 | Engeland                        | Volgograd Arena, Wolgograd Toeschouwers: 41.064 Scheidsrechter: Wilmar Roldán (COL) |
| 18 juni WK 2018 Groep G № 649 «onderlinge duels» 20:00 uur | Ferjani Sassi 35' |       | 11' Harry Kane 90+1' Harry Kane | Volgograd Arena, Wolgograd Toeschouwers: 41.064 Scheidsrechter: Wilmar Roldán (COL) |

|                                                            |                                                                                                 |       |                                    |                                                                                |
| 23 juni WK 2018 Groep G № 650 «onderlinge duels» 15:00 uur | België                                                                                          | 5 – 2 | Tunesië                            | Otkritie Arena, Moskou Toeschouwers: 44.190 Scheidsrechter: Jair Marrufo (USA) |
| 23 juni WK 2018 Groep G № 650 «onderlinge duels» 15:00 uur | Eden Hazard 6' (pen.) Romelu Lukaku 16' Romelu Lukaku 45+3' Eden Hazard 51' Michy Batshuayi 90' |       | 18' Dylan Bronn 90+3' Wahbi Khazri | Otkritie Arena, Moskou Toeschouwers: 44.190 Scheidsrechter: Jair Marrufo (USA) |

|                                                            |                           |       |                                              |                                                                                    |
| 28 juni WK 2018 Groep G № 651 «onderlinge duels» 21:00 uur | Panama                    | 1 – 2 | Tunesië                                      | Mordovia Arena, Saransk Toeschouwers: 37.168 Scheidsrechter: Nawaf Shukralla (USA) |
| 28 juni WK 2018 Groep G № 651 «onderlinge duels» 21:00 uur | Yassine Meriah 33' (e.d.) |       | 51' Fakhreddine Ben Youssef 66' Wahbi Khazri | Mordovia Arena, Saransk Toeschouwers: 37.168 Scheidsrechter: Nawaf Shukralla (USA) |

|  |  |  |  |  |  |  |  |  |

### 2019
|                                                          |                                                                        |       |           |                                                                 |
| 22 maart Kwalificatie AK 2019 № «onderlinge duels» 19:15 | Tunesië                                                                | 4 – 0 | Swaziland | Olympisch Stadion, Radès Scheidsrechter: Georges Gatogato (BDI) |
| 22 maart Kwalificatie AK 2019 № «onderlinge duels» 19:15 | Syam Ben Youssef 21' Anice Badri 34' Naïm Sliti 53' Yassine Meriah 62' |       |           | Olympisch Stadion, Radès Scheidsrechter: Georges Gatogato (BDI) |

|                                                           |                       |       |         |                                                                                         |
| 26 maart Vriendschappelijk № «onderlinge duels» 20:45 uur | Algerije              | 1 – 0 | Tunesië | Mustapha Tchakerstadion, Blida Toeschouwers: 15.000 Scheidsrechter: Samir Guezzaz (MAR) |
| 26 maart Vriendschappelijk № «onderlinge duels» 20:45 uur | Baghdad Bounedjah 70' |       |         | Mustapha Tchakerstadion, Blida Toeschouwers: 15.000 Scheidsrechter: Samir Guezzaz (MAR) |

| Afrikaans kampioenschap 2019 |
| ---------------------------- |

|                                                                     |                  |       |                  |                                                                                |
| 28 juni Afrikaans kampioenschap 2019 № «onderlinge duels» 16:00 uur | Tunesië          | 1 – 1 | Mali             | Suezstadion, Suez Toeschouwers: 16.805 Scheidsrechter: Arsénio Maringule (MOZ) |
| 28 juni Afrikaans kampioenschap 2019 № «onderlinge duels» 16:00 uur | Wahbi Khazri 70' |       | Mouez Hassen 60' | Suezstadion, Suez Toeschouwers: 16.805 Scheidsrechter: Arsénio Maringule (MOZ) |

|                                                              |                  |       |            |                                                                    |
| 6 september Vriendschappelijk № «onderlinge duels» 19:15 uur | Tunesië          | 1 – 0 | Mauritanië | Olympisch Stadion, Radès Scheidsrechter: Ibrahim Nour El Din (EGY) |
| 6 september Vriendschappelijk № «onderlinge duels» 19:15 uur | Amor Layouni 78' |       |            | Olympisch Stadion, Radès Scheidsrechter: Ibrahim Nour El Din (EGY) |

FTF · A-internationals · Selecties · Bondscoaches · Tunesisch vrouwenelftal · Olympisch elftal · Tunesië U21 · Tunesië U20 · Tunesië U19 · Tunesië U18 · Tunesië U17
1950 – 1959 · 
1960 – 1969 · 
1970 – 1979 · 
1980 – 1989 · 
1990 – 1999 · 
2000 – 2009 · 
2010 – 2019 ·
2020 − 2029
WK 1978 · 
WK 1998 · 
WK 2002 · 
WK 2006 · 
WK 2018
OS 1960 · 
OS 1988 · 
OS 1996 · 
OS 2004
1957 · 
1958 · 
1959 · 
1960 · 
1961 · 
1962 · 
1963 · 
1964 · 
1965 · 
1966 · 
1967 · 
1968 · 
1969 · 
1970 · 
1971 · 
1972 · 
1973 · 
1974 · 
1975 · 
1976 · 
1977 · 
1978 · 
1979 · 
1980 · 
1981 · 
1982 · 
1983 · 
1984 · 
1985 · 
1986 · 
1987 · 
1988 · 
1989 · 
1990 · 
1991 · 
1992 · 
1993 · 
1994 · 
1995 · 
1996 · 
1997 · 
1998 · 
1999 · 
2000 · 
2001 · 
2002 · 
2003 · 
2004 · 
2005 · 
2006 · 
2007 · 
2008 · 
2009 · 
2010 · 
2011 · 
2012 · 
2013 · 
2014 · 
2015 · 
2016 ·
2017 ·
2018 ·
2019 ·
2020 ·
2021 ·
2022 ·
2023 ·
2024
Algerije ·
Angola ·
Argentinië ·
Australië ·
Bahrein ·
België ·
Benin ·
Bosnië en Herzegovina ·
Botswana ·
Brazilië ·
Bulgarije ·
Burkina Faso ·
Burundi ·
Canada ·
Centraal-Afrikaanse Republiek ·
Chili ·
China ·
Colombia ·
Comoren ·
Congo-Brazzaville ·
Congo-Kinshasa ·
Costa Rica ·
Denemarken ·
Djibouti ·
Duitse Democratische Republiek ·
Duitsland ·
Egypte ·
Engeland ·
Equatoriaal-Guinea ·
Ethiopië ·
Finland ·
Frankrijk ·
Gabon ·
Gambia ·
Georgië ·
Ghana ·
Guinee ·
Ierland ·
IJsland ·
Irak ·
Iran ·
Italië ·
Ivoorkust ·
Japan ·
Joegoslavië ·
Jordanië ·
Kaapverdië ·
Kameroen ·
Kenia ·
Koeweit ·
Kroatië ·
Letland ·
Libanon ·
Liberia ·
Libië ·
Madagaskar ·
Malawi ·
Mali ·
Malta ·
Marokko ·
Mauritanië ·
Mauritius ·
Mexico ·
Mozambique ·
Namibië ·
Nederland ·
Nieuw-Zeeland ·
Niger ·
Nigeria ·
Noorwegen ·
Oeganda ·
Oekraïne ·
Oman ·
Oostenrijk ·
Panama ·
Peru ·
Polen ·
Portugal ·
Qatar ·
Roemenië ·
Rusland ·
Rwanda ·
Saoedi-Arabië ·
Sao Tomé en Principe ·
Senegal ·
Servië en Montenegro ·
Seychellen ·
Sierra Leone ·
Slovenië ·
Soedan ·
Somalië ·
Sovjet-Unie ·
Spanje ·
Swaziland ·
Syrië ·
Tanzania ·
Togo ·
Tsjaad ·
Turkije ·
Uruguay ·
Verenigde Arabische Emiraten ·
Verenigde Staten ·
Wales ·
Wit-Rusland ·
Zambia ·
Zimbabwe ·
Zuid-Afrika ·
Zuid-Jemen ·
Zuid-Korea ·
Zweden ·
Zwitserland
België (2018) ·
Engeland (2018) ·
Oekraïne (2006) ·
Panama (2018) ·
Saoedi-Arabië (2006) · 
Spanje (2006)
AFC-zone: Afghanistan · Australië · Bahrein · Bangladesh · Bhutan · Brunei · Cambodja · China · Chinees Taipei · Filipijnen · Guam · Hongkong · India · Indonesië · Iran · Irak · Japan · Jemen · Jordanië · Koeweit · Kirgizië · Laos · Libanon · Macau · Maleisië · Maldiven · Mongolië · Myanmar · Nepal · Noord-Korea · Oezbekistan · Oman · Oost-Timor · Pakistan · Palestina · Qatar · Saoedi-Arabië · Singapore · Sri Lanka · Syrië · Tadjikistan · Thailand · Turkmenistan · Verenigde Arabische Emiraten · Vietnam · Zuid-Korea

CAF-zone: Algerije · Angola · Benin · Botswana · Burkina Faso · Burundi · Centraal-Afrikaanse Republiek · Comoren · Congo-Brazzaville · Congo-Kinshasa · Djibouti · Egypte · Equatoriaal-Guinea · Eritrea · Ethiopië · Gabon · Gambia · Ghana · Guinee · Guinee-Bissau · Ivoorkust · Kaapverdië · Kameroen · Kenia · Lesotho · Liberia · Libië · Madagaskar · Malawi · Mali · Mauritanië · Mauritius · Marokko · Mozambique · Namibië · Niger · Nigeria · Oeganda · Rwanda · Sao Tomé en Principe · Senegal · Seychellen · Sierra Leone · Soedan · Somalië · Swaziland · Tanzania · Togo · Tsjaad · Tunesië · Zambia · Zimbabwe · Zuid-Afrika · Zuid-Soedan 

CONCACAF-zone: Amerikaanse Maagdeneilanden · Anguilla · Antigua en Barbuda · Aruba · Bahama's · Barbados · Belize · Bermuda · Britse Maagdeneilanden · Canada · Kaaimaneilanden · Costa Rica · Cuba · Curaçao · Dominica · Dominicaanse Republiek · El Salvador · Frans Guyana · Grenada · Guadeloupe · Guatemala · Guyana · Haïti · Honduras · Jamaica · Martinique · Mexico · Montserrat · 
Nicaragua · Panama · Puerto Rico · Saint Kitts en Nevis · Saint Lucia · Saint Vincent en de Grenadines · Sint Maarten · Suriname · Trinidad en Tobago · Turks- en Caicoseilanden · Verenigde Staten

CONMEBOL-zone: Argentinië · Bolivia · Brazilië · Chili · Colombia · Ecuador · Paraguay · Peru · Uruguay · Venezuela

OFC-zone: Amerikaans-Samoa · Cookeilanden · Fiji · Nieuw-Caledonië · Nieuw-Zeeland · Papoea-Nieuw-Guinea · Samoa · Salomoneilanden · Tahiti · Tonga · Vanuatu

UEFA-zone: Albanië · Andorra · Armenië · Azerbeidzjan · België · Bosnië en Herzegovina · Bulgarije · Cyprus · Denemarken · Duitsland · Engeland · Estland · Faeröer · Finland · Frankrijk · Georgië · Gibraltar · Griekenland · Hongarije · IJsland · Ierland · Israël · Italië · Kazachstan · Kosovo · Kroatië · Letland · Liechtenstein · Litouwen · Luxemburg · Macedonië · Malta · Moldavië · Montenegro · Nederland · Noord-Ierland · Noorwegen · Oekraïne · Oostenrijk · Polen · Portugal · Roemenië · Rusland · San Marino · Schotland · Servië · Slovenië · Slowakije · Spanje · Tsjechië · Turkije · Wales · Wit-Rusland · Zweden · Zwitserland